# Ophiomitrella granulosa
Ophiomitrella granulosa är en ormstjärneart som först beskrevs av George Richard Lyman 1878.  Ophiomitrella granulosa ingår i släktet Ophiomitrella och familjen knotterormstjärnor. Inga underarter finns listade i Catalogue of Life.